# Tagiura

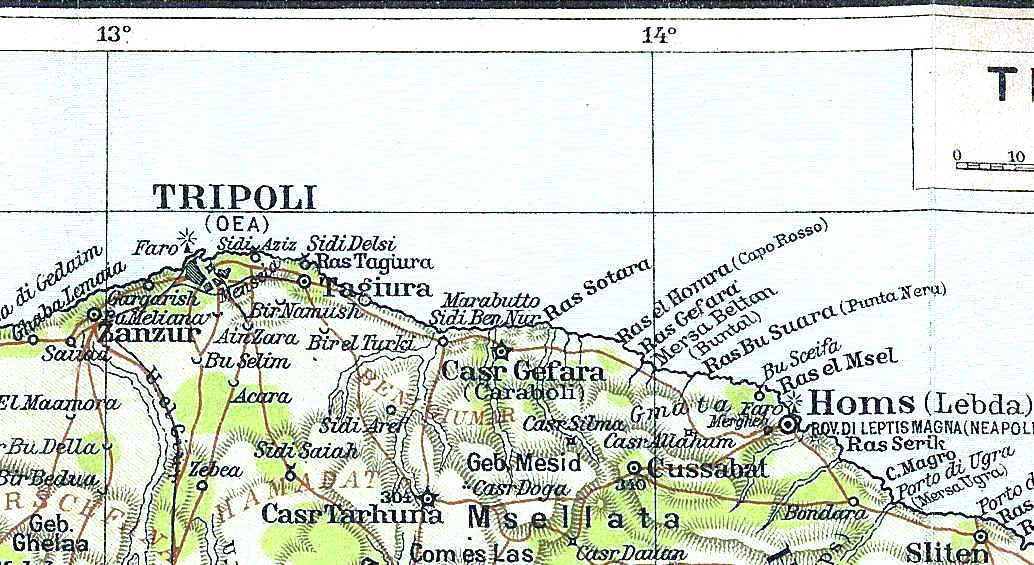
La posizione di Tagiura

Tagiura o Tajura (in arabo: تاجوراء, il toponimo è comunque di origine berbera) è una cittadina libica che sorge nell'omonima oasi a una dozzina di chilometri a est di Tripoli, in vicinanza del promontorio Ras Tagiura. Tagiura è parte del distretto di Tripoli.

## Storia
Nel XVI secolo Tagiura fu la sede di Murâd Aghâ, un corsaro che combatté contro i cristiani insieme al Signore di Tripoli Dragut) e che qui nel 1550 edificò una moschea che da lui prese il nome, per le cui colonne furono utilizzati materiali provenienti dalla città romana di Leptis Magna.
Nel 1934 il governo italiano della Libia inaugurò all'interno dell'oasi di Tagiura l'Autodromo della Mellaha, che ospitò dal 1934 al 1940 le edizioni del  Gran Premio di Tripoli.
A Tagiura venne costruito dall'Unione Sovietica un reattore nucleare da 10 megawatt che entrò in funzione nel 1981.

## Bibliografia

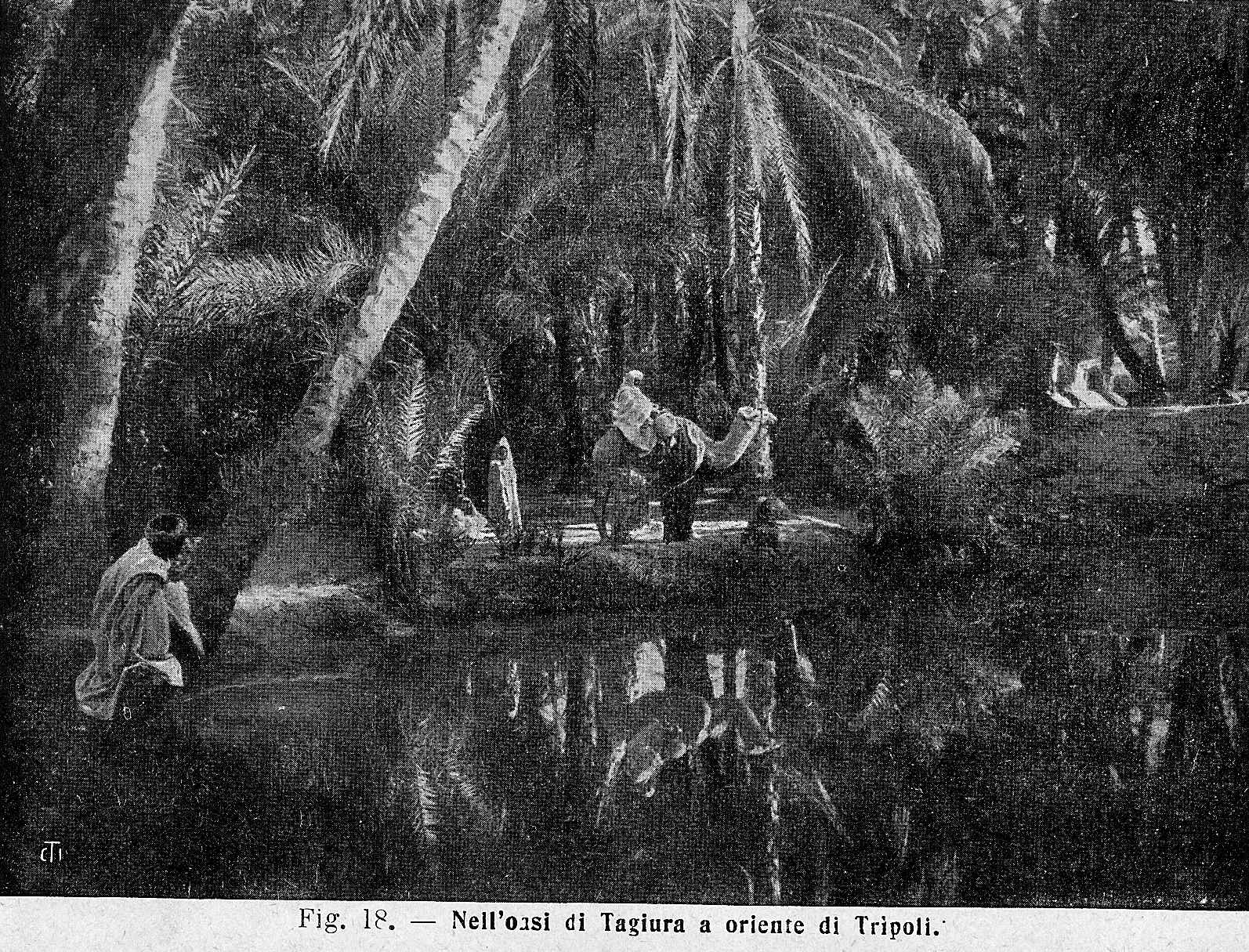
Una fotografia dell'oasi di Tagiura (1913)